# Rui Lavarinhas
Rui Lavarinhas (Anha, 9 januari 1971) is een Portugees voormalig wielrenner.

## Carrière
Lavarinhas heeft onder andere een ritzege in de Ronde van Portugal 2005 en de nationale titel in 2002 op zijn palmares prijken. Verder is de Portugees vaak goed in de kleinere Spaanse en Portugese rittenkoersen. Vooral bij de Milaneza Maia-ploeg reed hij veel ereplaatsen bijeen. Zo eindigde hij in 2004 als vijfde in de eindstand van de Ronde van Portugal en deed hij even goed in de Troféu Agostinho van dat jaar. In 2003 eindigde hij zelfs op het podium in de Ronde van Portugal. 
In 2001 nam Lavarinhas deel aan de Ronde van Spanje, in het eindklassement bezette hij geen plek bij de eerste 20, wel werd hij vierde in de 18e etappe.

## Belangrijkste overwinningen
1999
Eindklassement Ronde van Venezuela
2002
Eindklassement GP Mosqueteiros-Rota do Marqués
 Portugees kampioen op de weg, Elite
2005
4e etappe Ronde van Portugal

## Resultaten in voornaamste wedstrijden
| Jaar | Ronde van Italië | Ronde van Frankrijk | Ronde van Spanje |
| ---- | ---------------- | ------------------- | ---------------- |
| 2001 |                  |                     | 27e              |
| 2002 |                  |                     | 32e              |

| Jaar |  | WK op de weg |
| ---- |  | ------------ |
| 2001 |  | 63e          |
| 2002 |  |              |

Azevedo · Benítez · Castanheira · Costa · Lavarinhas · Lopes · Miranda · Ortega · Pecharroman · Petrov · Pradera · Ribeiro · Sancho · Silva